# Бештемак
Бештемак (рум. Beștemac) — село в Леовском районе Молдавии. Является административным центром коммуны Бештемак, включающей также село Питешть.

## География
Село расположено на высоте 72 метров над уровнем моря.

## Население
По данным переписи населения 2004 года, в селе Бештемак проживает 1061 человек (544 мужчины, 517 женщин).
Этнический состав села:
| Национальность | Число жителей | Процентный состав |
| -------------- | ------------- | ----------------- |
| молдаване      | 1033          | 97.36             |
| гагаузы        | 12            | 1.13              |
| болгары        | 6             | 0.57              |
| русские        | 5             | 0.47              |
| украинцы       | 3             | 0.28              |
| прочие         | 2             | 0.19              |
| Всего          | 1061          | 100 %             |